# Antilopa koňská
Antilopa koňská (Hippotragus equinus) je velká antilopa obývající otevřené lesy, suché buše a savany poblíž vody v jižní, východní, západní a střední Africe. Populace se odhaduje na 76 000 jedinců.

## Synonyma
- adas koňský

## Popis
Svým vzhledem i chováním se velice podobá antilopě vrané, s kterou bývá také často zaměňována, protože se jejich lokality rozšíření překrývají. Je to mohutná antilopa, která je po antilopě losí a kudu velkém největší africkou antilopou. Dosahuje hmotnosti až 250 kg, výšky v kohoutku až jednoho metru a délky těla mezi 2,4 až 2,6 m. Rozeznáváme u ní asi 6 poddruhů, které se liší převážně zbarvením srsti. Nejčastějším zbarvením je rezavá, méně častěji se objevuje i šedá. Břicho má světlejší a na hlavě má typickou antilopí kresbu, zvláště kolem očí a čenichu má bílou kresbu. Obě pohlaví mají dlouhé šedočerné rohy, samice však kratší a slabší. Svůj název získala pro svou určitou podobnost s koněm, zvláště pak díky protáhlému obličeji a vztyčené černé hřívě. Zvláštní jsou i ušní boltce, které jsou dlouhé a na konci zakončené černými chloupky. Antilopa koňská má také dlouhý ocas, který dorůstá délky 60–70 cm.

## Způsob života

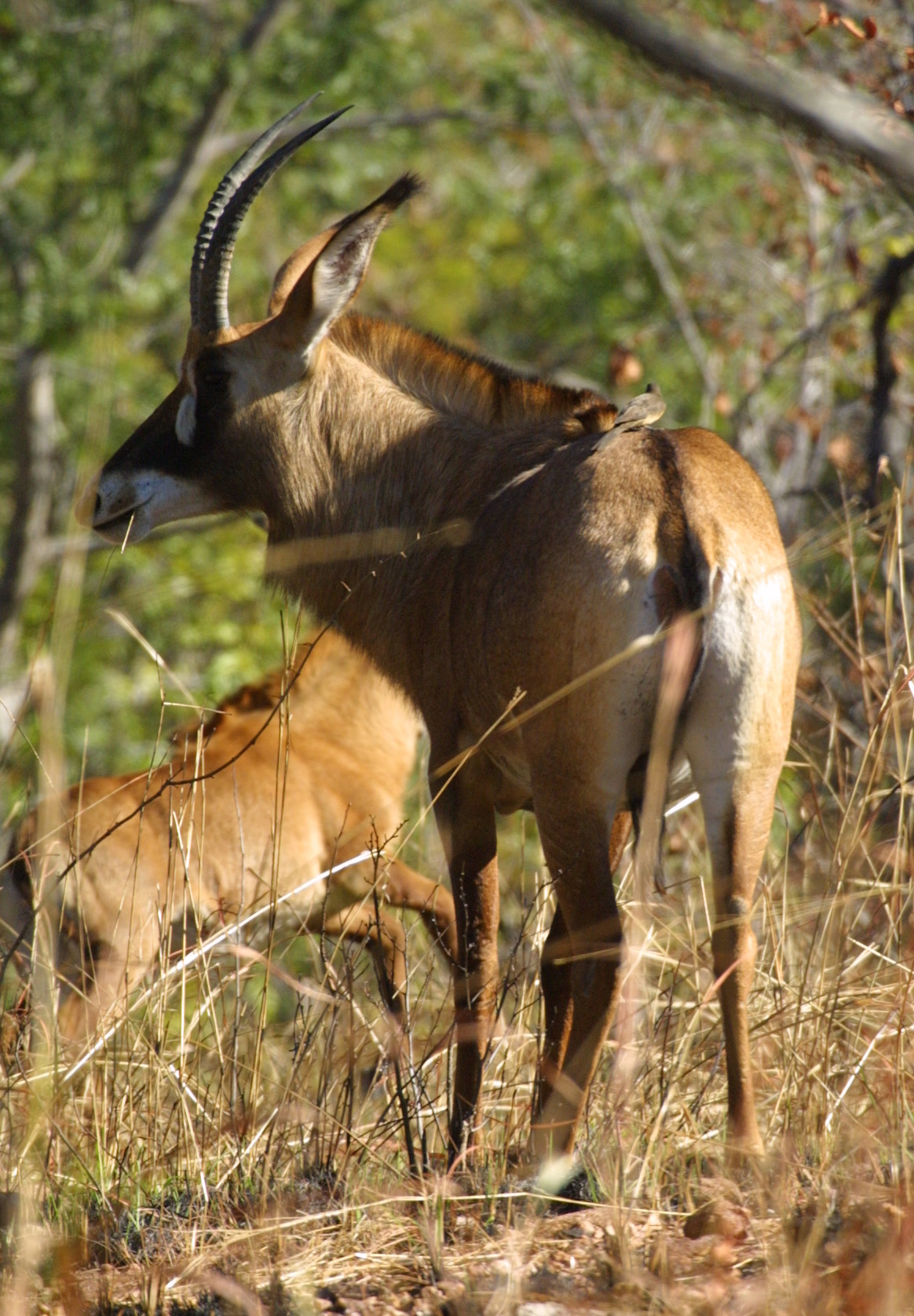
Březí samice.

Antilopa koňská se až z 90 % živí trávou, vzácněji listy a plody, což způsobuje, že potřebuje často pít. Většinou žijí v nevelkých skupinách tvořených z 20 samic s mláďaty a dospělým, vedoucím samcem. Často je lze spatřit i mezi stády zeber, impal, pakoňů, buvolů a pštrosů. Antilopa koňská umí podobně jako ostatní antilopy skvěle skákat a běhat a proto se jim nejednou povede uniknout svým hlavním predátorům, kterými jsou lvi, levharti, psi hyenovití a hyeny.
Antilopy koňské jsou však vyhlášeny i svou bojovností, kdy spolu samci bojují o harém a samice. Při těchto soubojích využívají svých dlouhých a ostrých rohů, které mohou způsobit ošklivá ba i smrtelná zranění. Tyto antilopy mají velice zvláštní způsob boje, kdy samci klečí na předních nohách a srážejí se a přetlačují rohy. V období rozmnožování odežene samec od stáda jednu samici, s kterou žije nějakou dobu v páru. Samice rodí po 8,5–9měsíční březosti jediné mládě o které poměrně dlouhou dobu pečuje a které dosahuje pohlavní dospělosti ve věku 3 let. Mladí samci se poté sdružují do nevelkých mládeneckých stád.

## Chov v ZOO
Na území Česka chovají tuto antilopu v ZOO Liberec, Zoo Zlín . Významným chovatelem je Zoologická zahrada Dvůr Králové, která je zapojena do reintrodukčních programů antilopy koňské.

## Taxonomie
Rozeznáváme 6 poddruhů:
- Druh Hippotragus equinus
  - Hippotragus equinus bakeri
  - Hippotragus equinus cottoni
  - Hippotragus equinus equinus
  - Hippotragus equinus koba
  - Hippotragus equinus langheldi
  - Hippotragus equinus scharicus